# José Benlliure
José Benlliure Gil (Cañamelar, 1 de octubre de 1855-Valencia, 5 de abril de 1937) fue un pintor español. Autor de numerosas obras, Benlliure logró un estilo muy personal que retrataba tanto temas sencillos como grandiosos y cultivó la pintura costumbrista, que en la actualidad un testimonio de la Valencia de ayer. A lo largo de su carrera también desempeñó cargos en instituciones académicas. 

## Biografía
Nació el 1 de octubre de 1855 en Cañamelar, entonces un municipio independiente, hijo de Ángela Gil Campos y de Juan Antonio Benlliure y Tomás. Nació en el seno de una familia de amplia tradición artística, aunque humilde. Realizaba trabajos de decoración de viviendas dibujando falsas perspectivas, elementos de jardín, jarrones, guirnaldas..., una pintura ornamental muy del gusto de la alta sociedad de la época. Más tarde, sería uno de los maestros de su otro hermano, Juan Antonio.
Comenzó sus estudios a los catorce años de edad en la Escuela de San Carlos, donde tuvo como maestro a Francisco Domingo Marqués. Ante las muestras de talento que ofrecía el joven José, fue enviado a la escuela española de Roma (1879). Ganó una primera medalla en la Exposición Nacional de 1887 con La visión del Coliseo. En Roma se contagió de esa fiebre artística, protagonizada por los Macchiaioli, a la que se sumaron muchos otros pintores españoles. De esta época cabría destacar obras de corte costumbrista como El carnaval de Roma de 1881 (Museo Carmen Thyssen Málaga), escena de pequeñas dimensiones con pincelada enérgica, abocetada en ciertos puntos a la vez minuciosa en otros, preciosista, los pintores representaban sucesos de lo cotidiano, de lo social, costumbres populares que poco tenían que ver con la pintura academicista e histórica. En el año 1888 viajó a Argelia y en 1897 a Marruecos.
Perteneció a la Academia de San Fernando (Madrid), San Lucas (Roma), San Carlos (Valencia), Brera (Milán) y Múnich. En 1901 asumió la dirección de la de Bellas Artes de España en Roma.
Falleció en Valencia el 5 de abril de 1937.

## Obra

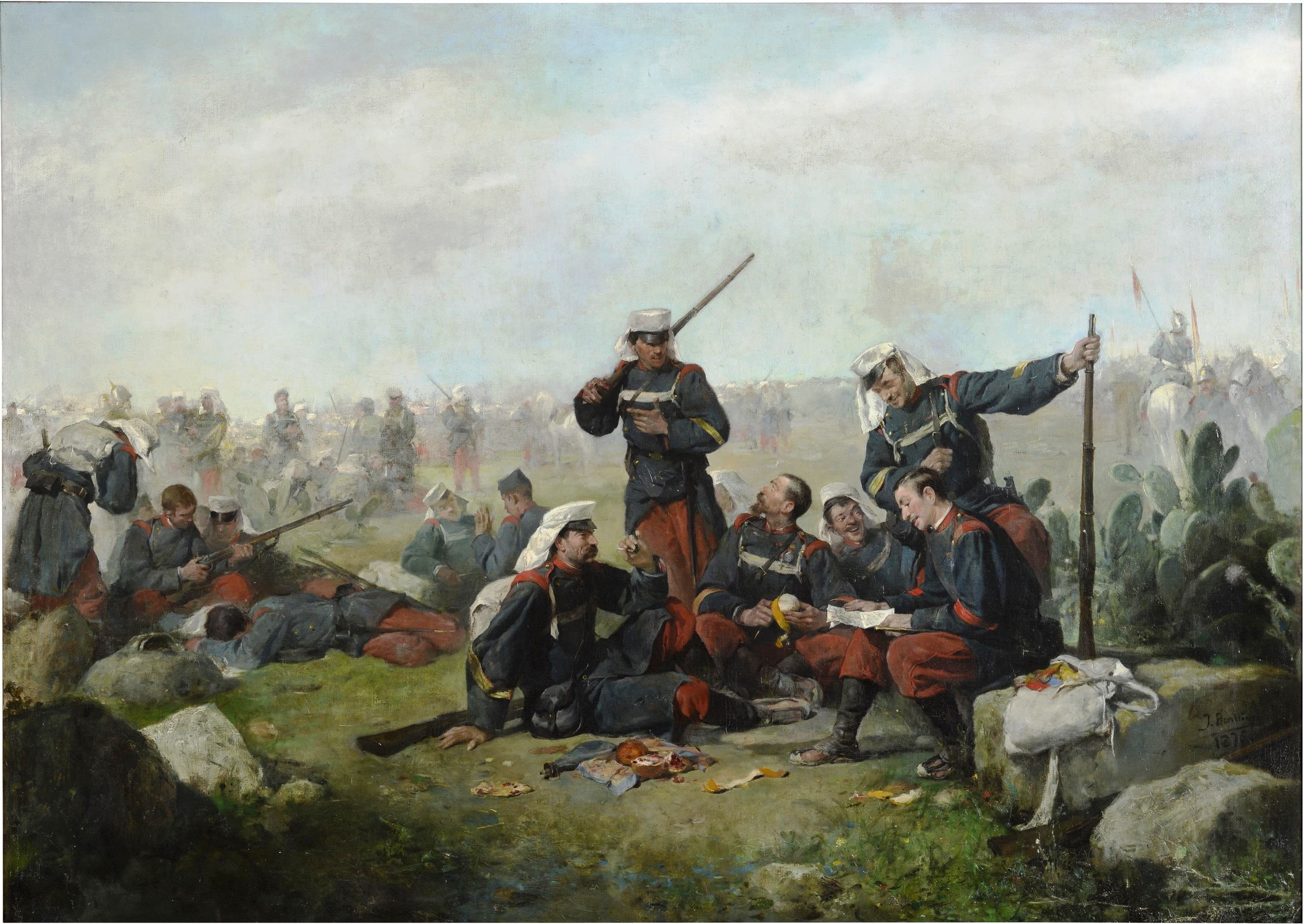
El Descanso en la marcha, José Benlliure, Museo del Prado (en depósito en el Museo de Bellas Artes de Valencia)

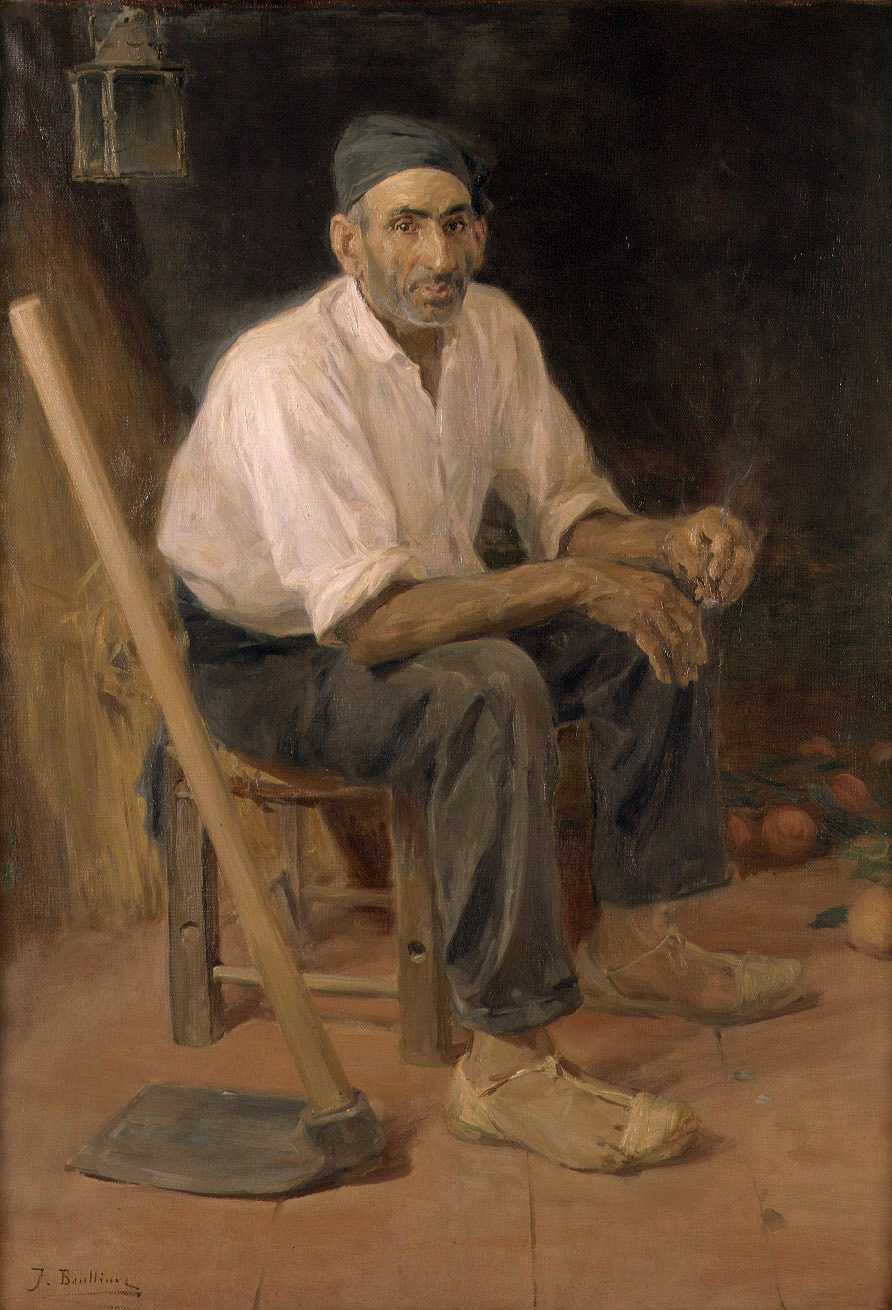
El Tío Andreu de Rocafort, José Benlliure, Museo de Bellas Artes de Valencia

En sus comienzos se dedicó a la pintura de género, pero más adelante, aconsejado por el pintor italiano Domenico Morelli, realizó obras de mayor empeño, como San Vicente Ferrer predicando sobre el juicio final.
Cultivó la pintura costumbrista y la de temas religiosos. La parte costumbrista en la actualidad representa un testimonio de la Valencia de ayer. En sus lienzos aparecen personajes populares como "El Tío Andreu de Rocafort" o "El Tío José de Villar del Arzobispo". La obra El mercado de flores  rompe un poco con esa idea de testimonio que sus obras costumbristas poseían, ya que se desconoce que hubiese un mercado en esa zona de Valencia. Sin embargo, esta evidente falta de verismo histórico en el tema está eclipasada por el preciosismo y el detalle con el que están pintadas cada una de las floristas y demás personajes que componen el cuadro. Por su parte, obras de temática religiosa son Monaguillos, "La visita del cardenal" o los retratos de personajes eclesiásticos, como Cardenal romano o Sacerdote revestido. Dentro de su pintura religiosa existe una parte de clara evocación fantástica y simbolista, reflejada en La barca de Caronte.
Combinando lo costumbrista con lo religioso también desarrolló obras como Oyendo misa o Misa en la Ermita.

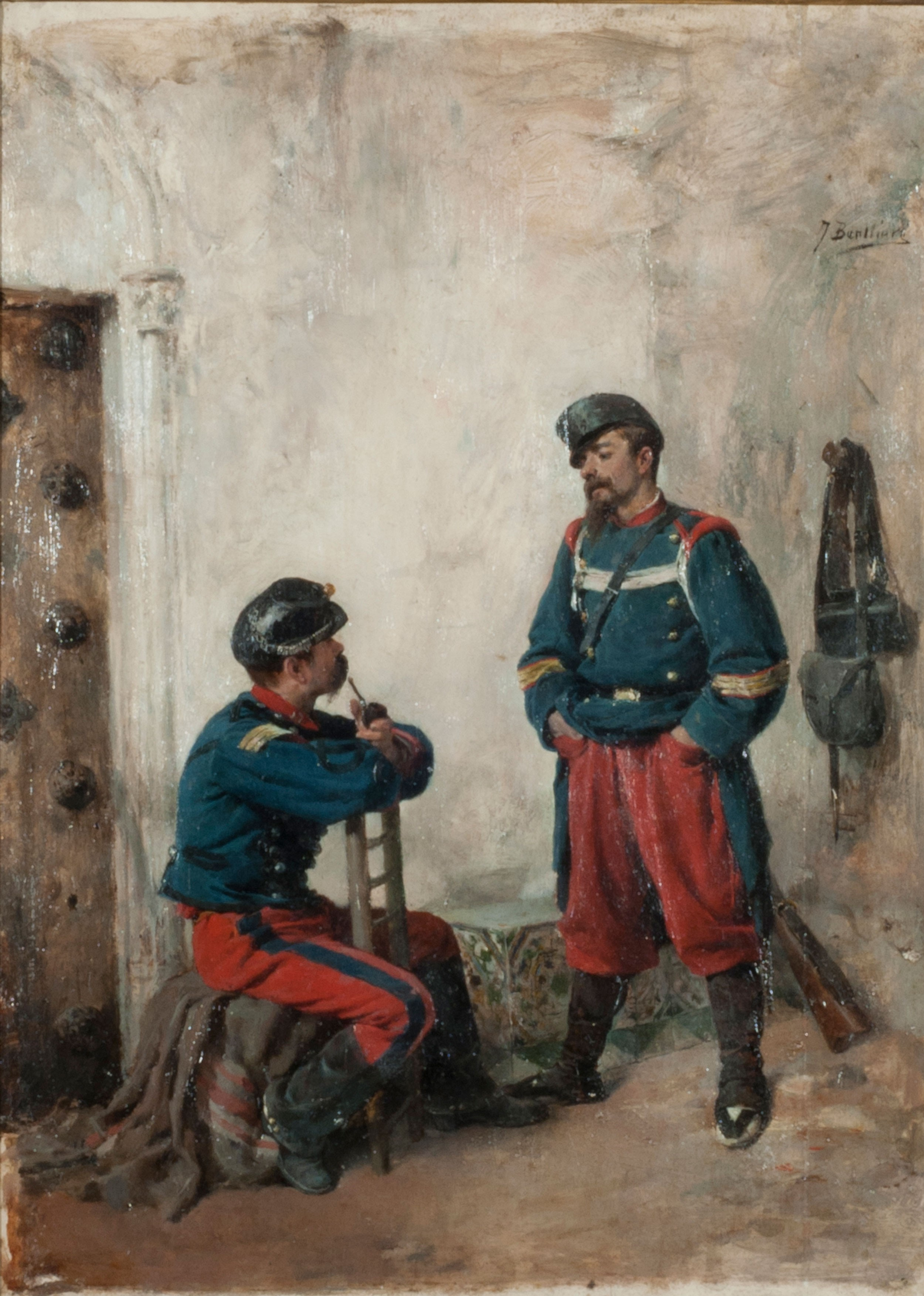
Dos soldados (Museo Nacional de Bellas Artes, Buenos Aires

Entre sus cuadros también destacan: El descanso en la marcha (Museo del Prado), El mes de María en Valencia (Pinacoteca Nueva de Múnich), La salida de vísperas y Escenas de gitanos. En total produjo 66 cuadros. Se distinguió asimismo como ilustrador de ediciones monumentales como la del Poverello de Asís de Antonio Torró Sansalvador y La barraca de Vicente Blasco Ibáñez.